# إيمي بيمبرتون
إيمي بيمبرتون (بالإنجليزية: Amy Pemberton)‏ هي ممثلة بريطانية، ولدت في 23 أغسطس 1988 في سوفولك في المملكة المتحدة.

## أعمال

### مسلسلات
- أساطير الغد

## وصلات خارجية
- إيمي بيمبرتون على موقع IMDb (الإنجليزية)
- إيمي بيمبرتون على موقع قاعدة بيانات الفيلم (الإنجليزية)